# Jugoslovenska kraljevska ratna mornarica
La Jugoslavenska kraljevska ratna mornarica (Regia Marina jugoslava) è stata la Marina dal 1918 al 1929 del Regno dei Serbi, dei Croati e degli Sloveni del Regno di Jugoslavia dal 1929 e il 1941, quando nel corso della seconda guerra mondiale, in seguito all'Invasione della Jugoslavia da parte delle Potenze dell'Asse, la flotta venne o autoaffondata o catturata dagli invasori.
Dopo la guerra la flotta venne ricostituita e la sua eredità raccolta dalla Jugoslavenska ratna mornarica nella Repubblica Socialista Federale di Jugoslavia.

## Ordine di battaglia
La Regia Marina Jugoslava alla vigilia dell'invasione della Jugoslavia da parte dell'Asse:
- Incrociatore scuola Dalmacija
- Cannoniera Bjeli Orao
- Nave appoggio idrovolanti Zmaj
- Nave cisterna carburanti Perun

Squadriglia sommergibili
- Nave appoggio sommergibili Hvar
- Sommergibile Nebojsa
- Sommergibile Osvetnik
- Sommergibile Hrabri
- Sommergibile Smeli

1ª Squadriglia Siluranti
- Cacciatorpediniere Dubrovnik
- Cacciatorpediniere Beograd
- Cacciatorpediniere Zagreb
- Cacciatorpediniere Ljubljana

2ª Squadriglia Siluranti
- Motosilurante Velebit
- Motosilurante Rudnik
- Motosilurante Kajmakcalan
- Motosilurante Durmitor
- Motosilurante Dinara
- Motosilurante Triglav
- Motosilurante Suvobor
- Motosilurante Orjen
- MAS Cetnik
- MAS Uskok

3ª Squadriglia Siluranti
- Torpediniera T 7
- Torpediniera T 3
- Torpediniera T 5
- Torpediniera T 6

Comando Difesa Costiera
- Settore Settentrionale (Selce)
  - Dragamine Malinska
  - Nave appoggio motovedette Silni
- Settore Centrale (Sebenico)
  - Dragamine Labud
  - Dragamine Kobac
  - Dragamine Mosor
  - Dragamine Marjan
  - Nave cisterna acqua Lovcen
  - Nave salvataggio Spasilac
- Settore Meridionale (Cattaro)
  - Torpediniera T 1
  - Torpediniera T 3
  - Dragamine Jastreb
  - Dragamine Galeb
  - Dragamine Mljet
  - Dragamine Mljine
  - Cannoniera Vila
  - Nave ausiliaria Jaki
  - Nave scuola a vela Jadran
  - Nave scuola a vela D 2

Comando Forze lacustri e Fluviali (Novi Sad)
- Distaccamento "Lago Ohrid" (Ohrid)
  - Motocannoniera fluviale Granicar
  - Motocannoniera fluviale Strazar
  - Alcune motovedette fluviali
- Distaccamento "Lago "Prespan" (Asamati)
  - Alcune motovedette fluviali
- Distaccamento "Lago Skadar" (Bobovista)
  -     - Alcune motovedette fluviali
- Flottiglia Fluviale
  - Squadriglia Monitori
    - Cannoniera fluviale Vardar
    - Cannoniera fluviale Sava

  - 1ª Squadriglia Campi Minati
    - Cannoniera fluviale Drava
    - Motosilurante fluviale Sabac
    - 2 dragamine fluviali
    - alcune motovedette fluviali
    - 1 mezzo trasporto fluviale

  - 2ª Squadriglia Campi Minati
    - Cannoniera fluviale Morava
    - Motosilurante fluviale R XXI
    - alcune motovedette fluviali
    - Mezzo trasporto fluviale Senta

  - 3ª Squadriglia Campi Minati
    - Cannoniera fluviale Sisak
    - 2 dragamine fluviali
    - alcune motovedette fluviali
    - 1 mezzo trasporto fluviale

  - 4ª Squadriglia Campi Minati
    - Cannoniera fluviale Raskan
    - 2 dragamine fluviali
    - alcune motovedette fluviali
    - 1 mezzo trasporto fluviale

  - 5ª Squadriglia Campi Minati
    - Cannoniera fluviale Tanasko Rajic
    - 2 dragamine fluviali
    - alcune motovedette fluviali
    - 1 mezzo trasporto fluviale

  - Squadriglia Chiuse
    - Gruppo "Canale di Juc"
      - Cannoniera fluviale Kumanovo
      - 2 mezzi trasporto fluviale

    - Gruppo "Canale di Sipski"
      - Cannoniera fluviale Vitez
      - 2 mezzi trasporto fluviale

Comando Forza Aeronavale
- 1º Reggimento Aeronavale (Vodice)
  - 12º Gruppo Aeronavale (12 IO)
- 2º Reggimento Aeronavale (Divulje)
  - 5º Gruppo Aeronavale (12 SIM XIV H)
  - 25º Gruppo Aeronavale (3 Dornier Wall)
  - 26º Gruppo Aeronavale (8 Dornier C)
- 3º Reggimento Aeronavale (Kumbor)
  - 1º Gruppo Aeronavale (12 SIM XIV H)
  - 11º Gruppo Aeronavale (7 SIM XIV H)
  - 20º Gruppo Aeronavale (8 Dornier H)
  - 21º Gruppo Aeronavale (6 Dornier Wall)

## Gradi della Regia Marina Jugoslava
| Jugoslavia | Ammiraglio | Viceammiraglio | Contrammiraglio | Capitano di vascello | Capitano di fregata | Capitano di corvetta | Tenente di vascello di 1ª classe | Tenente di vascello di 2ª classe | Tenente di fregata | Tenente di corvetta |